# Invasione abbaside dell'Asia Minore (806)
L'invasione abbaside dell'Asia Minore dell'806 fu la più grande operazione militare mai sferrata dal Califfato abbaside contro l'Impero bizantino. La spedizione ebbe luogo nell'Asia Minore sudorientale e centrale, dove gli imperi abbaside e bizantino condividevano un lungo confine. La spedizione fu condotta dal califfo abbaside in persona, Hārūn al-Rashīd (r. 786–809), con l'intento di vendicarsi dei successi bizantini nella regione di frontiera del Califfato nell'anno precedente e dimostrare la superiorità abbaside sull'Imperatore bizantino, Niceforo I (r. 802–811), che peraltro aveva cessato di pagare il tributo al Califfato. L'imponente esercito abbaside, che secondo fonti arabe annoverava più di 135 000 soldati, saccheggiò la Cappadocia senza trovare opposizioni, espugnando diverse città e fortezze, tra cui spiccava Herakleia, e costringendo Niceforo ad accettare di versare un tributo agli Arabi in cambio della pace. In seguito alla partenza di Harun, tuttavia, Niceforo violò il trattato e rioccupò le fortezze di frontiera che era stato costretto ad abbandonare. Lo scoppio di una rivolta in Khurasan trattenne il Califfo dall'intraprendere una spedizione punitiva. Inoltre, la guerra civile abbaside che cominciò dopo l'809 e le preoccupazioni dei Bizantini nei confronti dei Bulgari contribuì a una cessazione delle ostilità a larga scala per circa due decenni.

## Contesto storico
In seguito alla deposizione dell'Imperatrice bizantina Irene nell'ottobre 802 e l'ascesa di Niceforo I al suo posto, cominciò una nuova fase della lunga storia delle guerre arabo-bizantine. In seguito a una serie di devastanti incursioni annuali in Asia Minore da parte del Califfato abbaside, sembra che nel 798 Irene si fosse assicurata una tregua con il Califfo Harun al-Rashid in cambio del pagamento annuale di un tributo, alle stesse condizioni della tregua di tre anni susseguitasi alla prima campagna a larga scala di Harun nel 782. Niceforo, al contrario di Irene, era più propenso alla guerra: una fonte siriaca attesta che, non appena aveva appreso dell'ascesa di Niceforo, un rinnegato bizantino avvertì il governatore arabo della Giazira di "gettare la sua seta e indossare l'armatura". Era determinato, inoltre, a risanare il tesoro imperiale e, tra le altre misure, cessare il versamento del tributo.

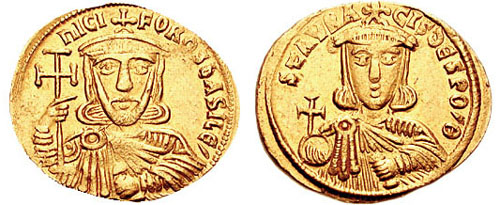
Un nomisma d'oro dell'Imperatore Niceforo I (a sinistra) con il figlio ed erede Stauracio (a destra).

Harun, per rappresaglia, inviò al-Qasim a devastare l'Asia Minore nella primavera 803. Niceforo non poté rispondere a questa offensiva, in quanto era intento a reprimere una rivolta dell'esercito bizantino dell'Asia Minore sotto il suo comandante, Bardane il Turco. Dopo aver represso la rivolta di Bardane, Niceforo radunò il suo esercito e lo condusse ad invadere il Califfato. Dopo la devastazione della regione di frontiera compiuta dall'esercito di Harun, le due armate si confrontarono per due mesi nell'Asia Minore centrale, senza però venire a battaglia; Niceforo e Harun si scambiarono lettere, finché l'Imperatore accettò il ritiro e una tregua per il resto dell'anno in cambio del versamento di un tributo.
Nell'anno successivo, 804, un'armata abbaside sotto Ibrahim ibn Jibril attraversò la catena montuosa del Tauro penetrando in Asia Minore. Niceforo partì per confrontarsi con gli Arabi, ma fu sorpreso e pesantemente sconfitto nella Battaglia di Krasos, riuscendo a stento a fuggire. Preoccupato da una rivolta nel Khurasan, Harun accettò la pace in cambio di un tributo. Uno scambio di prigionieri fu concordato ed esso ebbe luogo nel corso dell'inverno sulla zona di frontiera tra i due imperi lungo il fiume Lamos in Cilicia: circa 3 700 musulmani vennero restituiti dai Bizantini in cambio dei prigionieri bizantini fatti prigionieri dagli Arabi negli anni precedenti.
Successivamente Harun partì per il Khurasan, lasciando Qasim a sorvegliare la frontiera bizantina. Niceforo colse l'occasione per ricostruire in primavera le mura distrutte delle città di Safsaf, Thebasa, e Ancyra, e in quell'estate, sferrò la prima incursione bizantina dopo due decenni di inattività, contro il distretto di frontiera arabo (thughūr) in Cilicia. L'esercito bizantino devastò il territorio ottenendo la resa delle fortezze di Mopsuestia e Anazarbe e catturando molti prigionieri. La guarnigione di Mopsuestia attaccò l'armata bizantina recuperando molti dei prigionieri e del bottino di guerra, ma i Bizantini riuscirono a marciare fino a Tarso. la città, che era stata rifortificata e ripopolata per ordini di Harun nel 786 per rinforzare l'autorità degli Arabi sulla Cilicia, cadde e l'intera guarnigione fu fatta prigioniera. Al contempo, un'altra armata bizantina devastò il thughur della Giazira e tentò invano l'assedio della fortezza di Melitene, mentre una rivolta istigata dai Bizantini contro la guarnigione araba locale cominciò a Cipro.
Questa improvvisa ripresa di un'attività offensiva bizantina allarmò Harun. Inoltre, aveva ricevuto notizie che Niceforo stesse progettando attacchi simili anche per l'anno successivo, con l'intento di rioccupare interamente questi territori di frontiera. Come scrive Warren Treadgold, se i Bizantini fossero stati vittoriosi in questa impresa, "porre una guarnigione a Tarso e Melitene avrebbe in parte bloccato i principali percorsi di invasione arabi lungo il Tauro nell'entroterra bizantino, a grande beneficio per i Bizantini". D'altra parte, Niceforo era certamente conscio della netta superiorità del Califfato in uomini e risorse, e probabilmente intendeva questa campagna semplicemente come una prova di forza.

## La campagna
Avendo pacificato il Khurasan, Harun ritornò in occidente nel novembre 805 e allestì i preparativi per una imponente spedizione punitiva prevista per l'806, formando un esercito smisurato costituito da soldati provenienti dalla Siria, Palestina, Persia, e Egitto. Secondo al-Tabari, il suo esercito annoverava 135 000 soldati tra truppe regolari e volontari aggiuntivi. Queste cifre— il cronista bizantino Teofane Confessore fornisce la cifra ancora più esagerata di 300 000 soldati—sono di gran lunga le più grandi mai registrate per l'intera era abbaside e di gran lunga superiori al numero stimato di effettivi dell'intero esercito bizantino. Anche se sono certamente esagerate, esse sono tuttavia indicative delle dimensioni imponenti dell'esercito abbaside. Al contempo, una flotta abbaside condotta dall'ammiraglio Humayd ibn Ma'yuf al-Hajuri si preparò a devastare Cipro.

Mappa della frontiera arabo-bizantina nell'Asia Minore sudorientale, dove ebbe luogo la campagna abbaside dell'806 ebbe luogo

Lo smisurato esercito di invasione partì dalla residenza di Harun di Raqqa nella Siria settentrionale l'11 giugno 806, con il Califfo alla sua testa, si narra mentre indossava un copricapo con l'iscrizione "Guerriero per la Fede e Pellegrino" (in arabo, "Ghazi, hajj"). Gli Abbasidi attraversarono la Cilicia, dove Harun ordinò la ricostruzione di Tarso, ed entrò nella Cappadocia bizantina attraversando le Porte Cilicie. Harun marciò fino a Tyana, che all'epoca sembra essere stata abbandonata. Qui, cominciò a stabilire la sua base di operazioni, ordinando a 'Uqbah ibn Ja'far al-Khuza'i di rifortificare la città e di erigere una moschea. Il luogotenente di Harun Abdallah ibn Malik al-Khuza'i espugnò Sideropalos, da dove il cugino di Harun Dawud ibn 'Isa ibn Musa con metà dell'esercito abbaside, all'incirca 70 000 soldati secondo al-Tabari, fu inviato a devastare la Cappadocia. Un altro dei generali di Harun, Sharahil ibn Ma'n ibn Za'ida espugnò la cosiddetta "Fortezza degli Slavi" (Hisn al-Saqalibah) e la recentemente ricostruita città di Thebasa, mentre Yazid ibn Makhlad espugnò al-Safsaf e Malakopea. Andrasos fu espugnata e Kyzistra assediata, mentre i saccheggiatori giunsero fino ad Ancyra, che non riuscirono ad espugnare.
Harun stesso con l'altra metà del suo esercito si diresse a occidente espugnando Herakleia ad agosto o a settembre dopo un assedio di un mese. La città fu saccheggiata e rasa al suolo, la popolazione locale ridotta in schiavitù e deportata nel Califfato. La caduta di Herakleia fu considerata dai cronisti arabi il risultato più significativo delle campagne di Harun intraprese contro i Bizantini, tanto da costituire l'evento a cui viene dato maggiore risalto nelle narrative della spedizione punitiva contro Niceforo. Secondo lo studioso Marius Canard, "per gli Arabi la conquista di Herakleia ebbe un impatto profondo quanto il Sacco di Amorio dell'838", in completo contrasto con l'effettiva importanza della città. In effetti, le fonti bizantine non pongono alcuna enfasi particolare alla caduta di Herakleia rispetto alle altre fortezze espugnate nel corso della campagna di Harun dell'806. Al contempo, a Cipro, Humayd devastò l'isola e deportò circa 16 000 Ciprioti, incluso l'arcivescovo, in prigionia in Siria, dove furono venduti come schiavi.
Niceforo, minacciato dai Bulgari, non poté opporre una seria resistenza all'avanzata abbaside. Condusse delle campagne alla testa delle proprie truppe e, pur vincendo apparentemente alcuni scontri minori contro distaccamenti isolati, non osò scontrarsi in campo aperto con il grosso dell'esercito abbaside. Alla fine, con la straziante possibilità che gli Arabi svernassero in territorio bizantino a Tyana, inviò tre membri del clero come ambasciatori: Michele, vescovo di Synnada, Pietro l'abate del monastero di Goulaion, e Gregorio, amministratore della metropolia di Amastris. Harun accettò la pace in cambio di un tributo annuale (30 000 nomismata d'oro, secondo Teofane, 50 000 secondo al-Tabari), ma in aggiunta, l'Imperatore e suo figlio ed erede, Stauracio, furono obbligati a pagare una umiliante tassa personale (jizya) di tre monete d'oro ciascuno al Califfo (quattro e due rispettivamente, nella versione di Tabari), riconoscendo implicitamente di essere essi stessi sudditi del califfo. Inoltre, Niceforo promise che non avrebbe ricostruito i forti smantellati. Rashid richiamò le sue armate ordinando di levare i rispettivi assedi e di evacuare il territorio bizantino.

## Conseguenze
(Poema di un poeta di corte (il cui nome è incerto) in lode della spedizione di Harun contro Niceforo.)
Il trattato di pace fu seguito da uno scambio sorprendentemente amichevole tra i due sovrani, narrato da al-Tabari: Niceforo chiese ad Harun di inviargli, insieme ad alcuni profumi, una ragazza bizantina fatta prigioniera dagli Arabi al momento della caduta di Herakleia, in quanto si trattava di una delle candidate spose per suo figlio Stauracio. Secondo Tabari, Harun acconsentì, ordinando che la ragazza schiava fosse cercata, adornata con ornamenti preziosi e fatta sedere su una sedia nella tenda in cui egli stesso si trovava; la ragazza schiava e la tenda, insieme ai loro contenuti, vennero consegnate all'inviato di Niceforo; inviò inoltre a Niceforo, tra i numerosi doni, il profumo che aveva richiesto. Niceforo ricambiò il favore inviando un cavallo da carico con 50 000 monete d'argento, numerose vesti, 12 falconi, quattro cani da caccia, e altri tre cavalli. Ma, in seguito al ritiro degli Arabi, l'Imperatore ricostruì i forti di frontiera e cessò il pagamento del tributo. Teofane narra che Harun per vendetta invase di nuovo il territorio bizantino ed espugnò Thebasa, ma ciò non è confermato da altre fonti.
Gli Arabi sferrarono una serie di incursioni punitive nell'anno successivo, ma l'incursione primaverile condotta da Yazid ibn Makhlad al-Hubayri al-Fazari subì una pesante sconfitta, nella quale lo stesso Yazid cadde sul campo di battaglia. L'incursione estiva condotta da Harthama ibn A'yan dovette fronteggiare in battaglia l'esercito bizantino condotto da Niceforo in persona, e, dopo uno scontro inconcludente, entrambe le parti si ritirarono. I Bizantini a loro volta devastarono la regione di Marash, mentre verso la fine dell'estate Humayd sferrò un'importante incursione navale, che devastò Rodi e raggiunse finanche il Peloponneso, dove fomentò una rivolta degli Slavi locali. Al suo ritorno, tuttavia, Humayd perse diverse navi in una tempesta, mentre la rivolta degli Slavi nel Peloponneso fu repressa in seguito al fallimentare tentativo di espugnare Patrasso. Al fallimento delle invasioni abbasidi di quell'anno si aggiunse un'ulteriore rivolta da parte di Rafi ibn al-Layth in Khurasan, che costrinse Harun a ripartire di nuovo per l'Oriente. Il Califfo concluse una nuova tregua, e un ulteriore scambio di prigionieri fu tenuto a Lamos nel 808. A Niceforo fu pertanto consentito di conservare intatti i suoi guadagni, comprese le restaurate fortificazioni di frontiera e la cessazione del tributo.

## Impatto

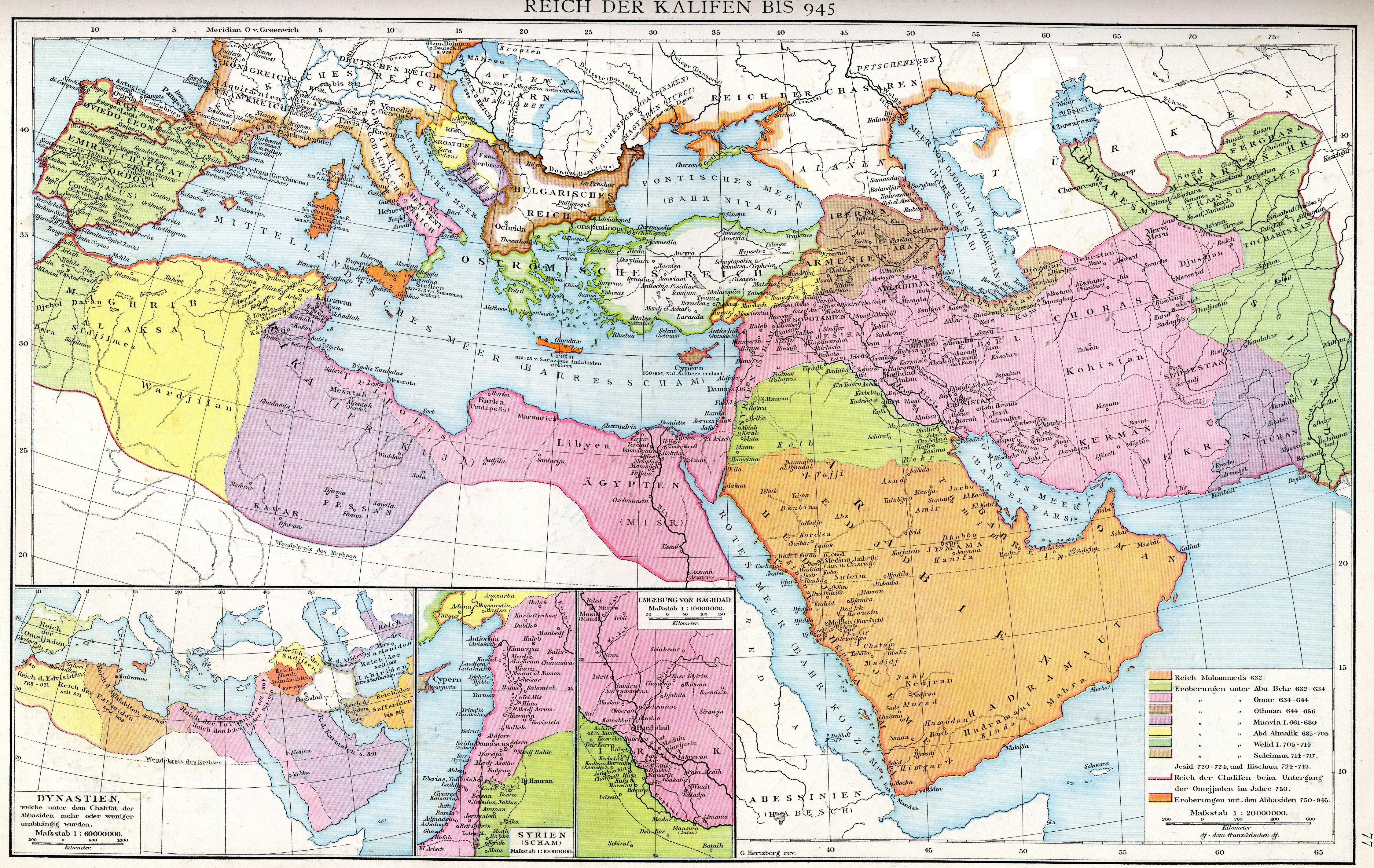
Mappa dell'espansione islamica e del mondo musulmano sotto il califfato umayyade e agli inizi del califfato abbaside, tra il VII e la metà del X secolo.

La massiccia spedizione di Harun ottenne relativamente poco in termini materiali. Malgrado il sacco di Herakleia, a cui è dato uno spazio importante nelle fonti arabe, non fu ottenuto nessun risultato permanente, in quanto Niceforo fu rapido nel violare le condizioni della tregua. Se Harun avesse seguito il consiglio di alcuni dei suoi luogotenenti e si fosse spinto ancora più ad occidente per saccheggiare le città maggiori dell'Impero, avrebbe potuto infliggere danni a lungo termine a Bisanzio. Ma il Califfo si accontentò di una prova di forza per intimidire Niceforo per dissuaderlo dal ripetere l'offensiva del 805. Per questo fine, la campagna abbaside fu certamente un successo: dopo il 806, l'Imperatore bizantino abbandonò ogni piano di espansionismo sulla frontiera orientale e si concentrò sulle riforme fiscali, il recupero dei Balcani, e le guerre contro i Bulgari. I tentativi di Niceforo di espandersi nei Balcani si sarebbero conclusi tragicamente nella disastrosa Battaglia di Pliska nel 811.
D'altra parte, lo studioso M. A. Shaban considera la campagna al più un "successo limitato", e critica l'ostinata determinazione da parte di Harun di condurre campagne contro i Bizantini, ritenute uno sforzo completamente inutile e deleterio. Secondo Shaban, non solo i Bizantini non avevano alcuna possibilità o intenzione di minacciare seriamente il Califfato, ma il massiccio reclutamento da parte di Harun di soldati orientali provenienti dal Khurasan, che a loro volta si inimicarono le tradizionali elite siriano-irachene, provocò fratture interne che furono tra le cause della guerra civile abbaside scoppiata alla morte di Harun avvenuta il 24 marzo 809. Il conflitto tra i figli di Harun al-Amin (r. 809-813) e al-Maʾmūn (r. 813-833), impedì al Califfato abbaside di sfruttare a proprio vantaggio i rovesci bizantini nei Balcani. Infatti, la campagna del 806 e le inefficaci incursioni del 807 segnano l'ultima importante spedizione abbaside organizzata contro Bisanzio per oltre venti anni. Incursioni e controincursioni isolate proseguirono sia per terra che per mare, mentre emirati arabi indipendenti dagli Abbasidi conquistarono Creta e cominciarono la conquista della Sicilia tra l'820 e l'830. Le operazioni a larga scala tra i due imperi lungo la frontiera dell'Asia Minore orientale ripresero solo con l'ascesa dell'imperatore Teofilo (r. 829-842), i cui confronti con i califfi al-Ma'mun e al-Mu'tasim (r. 833-842) culminarono nelle grandi invasioni di al-Ma'mun dell'830–833, e nel Sacco di Amorio per mano di al-Mu'tasim dell'838.

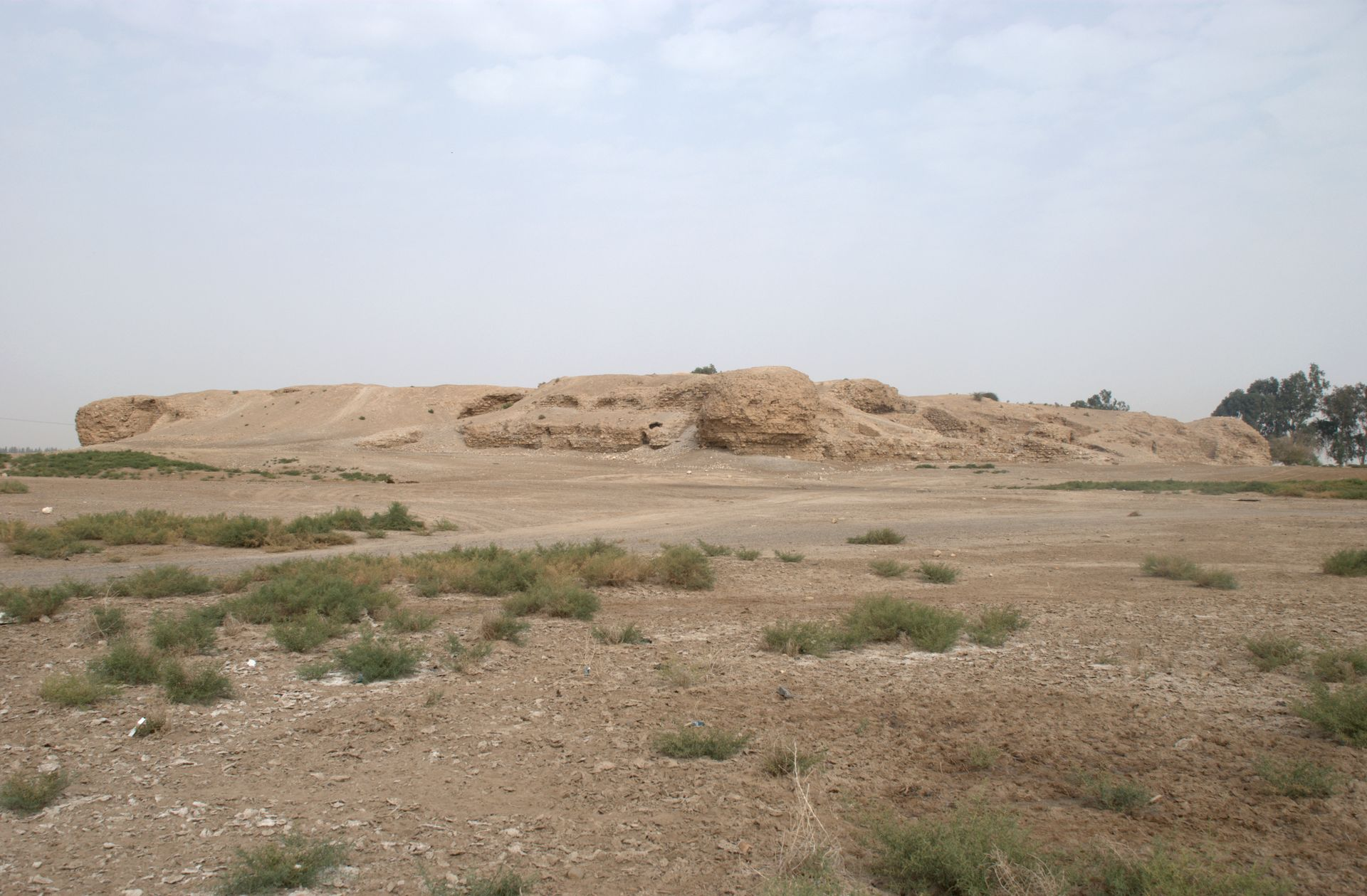
Le rovine di Hiraqla, un monumento celebrativo eretto da Harun in seguito alla campagna dell'806.

L'impatto a lungo termine più rilevante della campagna di Harun si trova nella letteratura. Diverse leggende o aneddoti tramandate dagli Arabi, riferite da fonti quali al-Masudi e il Kitab al-Aghani, furono associate a essa, enfatizzando la resistenza delle fortificazioni della città e descrivendo un duello tra un bizantino e un campione arabo o il terrore impresso ai difensori dall'uso da parte dell'esercito abbaside di grandi catapulte lancianti sostanze incendiarie simili al fuoco greco. Anche gli Ottomani attribuirono grande importanza alle battaglie di Harun contro i Bizantini. Il racconto del letterato ottomano Evliya Çelebi mescola avvenimenti tratti dalla spedizione del 782 con altri tratti dalla spedizione dell'806, aggiungendovi avvenimenti inventati di sana pianta come la morte di Niceforo. Nel racconto di Evliya il Califfo assedia Costantinopoli due volte: la prima volta Harun si sarebbe ritirato, dopo essersi assicurato tanta terra quanto potesse essere coperta con della pelle e aver costruito ivi una fortezza (una imitazione della storia della regina Didone) e nella seconda Harun, dopo aver marciato su Costantinopoli per vendicare il massacro degli Arabi ivi residenti, avrebbe fatto impiccare Niceforo a Hagia Sophia.
Per commemorare la campagna vittoriosa, Harun edificò un monumento celebrativo a circa 8 km a ovest di Raqqa, la sua residenza principale. Nota come la Hiraqla nella tradizione locale, comprende una struttura quadrata con i lati lunghi 100 metri, circondata da un muro circolare con diametro pari a 500 metri e munito di quattro porte in corrispondenza delle direzioni cardinali. La struttura principale, costruita usando pietre prese dalle chiese demolite per ordine di Harun nel corso dell'806–807, ha quattro ingressi a volta al piano terra, e rampe che conducono a un piano superiore, lasciato incompiuto a causa della partenza di Harun per il Khurasan e della sua successiva morte.